# 尤金袋鼠
尤金袋鼠（Macropus eugenii）是袋鼠科中細小的成員，通常都是就袋鼠及有袋類的研究對象。
尤金袋鼠分佈在澳洲南部島嶼及西岸地區。由於牠們每季在袋鼠島都大量繁殖，破壞了針鼴島上的生活環境而被認為是害蟲。
尤金袋鼠最初是於1628年船難的生還者在西澳發現的，是歐洲人最早有紀錄的袋鼠發現，且可能是最早發現的澳洲哺乳動物。
尤金袋鼠共有三個亞種：
- M. e. eugenii：分佈於南澳洲，但因開墾土地及被貓科或狐狸的獵殺而接近滅絕。牠們於1800年代被引入新西蘭的卡娃島，卻被認為是有害物種。不論怎樣，牠們都因此而得以保存。
- M. e. derbianus：分佈西澳洲洲及一些島嶼。
- M. e. decres：分佈在南澳洲的袋鼠島。

尤金袋鼠很細小，約只有8公斤重，適合飼養。
尤金袋鼠的奶中有一種物質，稱為AGG01，有可能是一種神奇藥及青黴素的改良。AGG01是一種蛋白質，在實驗中證實比青黴素有效100倍，可以殺死99%的細菌及真菌，如沙門氏菌、普通變型桿菌及金黃色葡萄球菌。

## 外部連結
- Kangaroo Genome Project
- ARC Centre of Excellence for Kangaroo Genomics
- SA Government Department of Environment and Heritage tammar wallaby page